# Opernpassage

Opernpassage nach der denkmalgerechten Renovierung im Jahr 2013

Die Opernpassage in der Inneren Stadt in Wien ist eine denkmalgeschützte (Listeneintrag) Fußgängerunterführung unter der Ringstraße auf Höhe der Wiener Staatsoper, die 1955 eröffnet wurde. Seit der Eröffnung der U-Bahn 1978 ist daran die Kärntnertorpassage angeschlossen, die zur U-Bahn-Station Karlsplatz und zum Resselpark führt. Von ihr zweigt die Westpassage in Richtung Secession ab.

## Geschichte

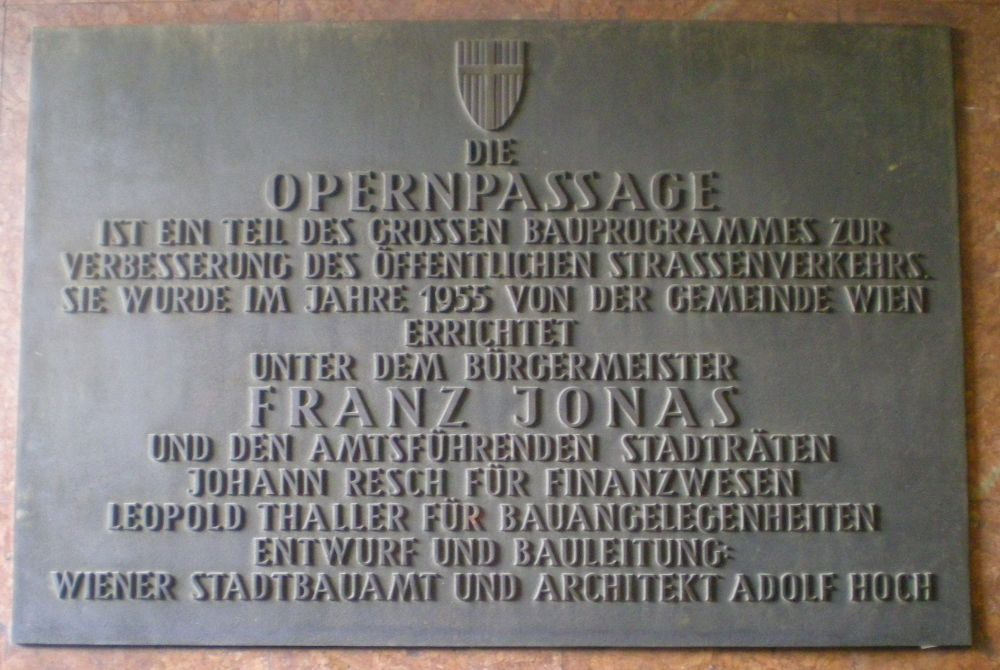
Gedenktafel in der Opernpassage – Ausgang Sirk-Ecke

In der Opernpassage, 1973

Das Verkehrsaufkommen der ab 1857 erbauten Wiener Ringstraße liegt (Stand: 2009) bei 30.000 PKW täglich.
Doch schon mit dem Aufschwung des Individualverkehrs und dem steigenden Verkehrsaufkommen in den Jahren nach dem Zweiten Weltkrieg war sie so viel befahren, dass sich die Wiener Stadtplanung – der damaligen Verkehrsideologie entsprechend – entschloss, die Autos nicht mehr durch querende Fußgänger zu behindern, und den Fußverkehr in den Untergrund schickte: Baubeginn für das Verkehrsbauwerk war der 7. März 1955. Schon am 4. November 1955, einen Tag vor der Wiedereröffnung der Staatsoper, eröffnete Bürgermeister Franz Jonas die Opernpassage, damals die erste Wiener Unterführung. Die beiden letzten Rolltreppen wurden allerdings erst am 2. Dezember 1957 in Betrieb genommen.
Das ovale Bauwerk, vom Architekten Adolf Hoch künstlerisch gestaltet, erstreckt sich im Verlauf der Kärntner Straße über eine Länge von 56 Metern und im Verlauf der Ringstraße über eine Breite von 51 Metern. Die 2,9 Meter hohe Decke wird in zwei konzentrischen Kreisen von Säulen mit einem Abstand von rund sieben Metern gestützt. Außerdem befanden sich hier noch 19 Geschäftslokale. Zentrum der mit braunem Marmor verkleideten Fußgängerunterführung war ein rundes Kaffeehaus, das später zunächst in eine Schnellpizzeria und anschließend eine Ankerbrot-Filiale umgestaltet wurde. Zugänglich war die ursprüngliche Passage über sieben Zugänge, die jeweils über eine feste Treppe und zwei Rolltreppen – die ersten in Wien – verfügten. Um die Fußgängerunterführung belüften zu können, wurde zusätzlich ein 320 Meter langer Frischluftkanal vier Meter tief unter der Ringstraße in den Burggarten errichtet. Die Beheizung erfolgte vom Heizwerk der Hofburg aus.
Die Passage erhielt am 30. August 1955 vom Wiener Stadtsenat den offiziellen Namen „Opernpassage“, den Spitznamen „Jonasgrotte“ prägte die Bevölkerung. 1961 folgten das „Jonasreindl“ – die Schottenpassage, mit Anbindung zur U-Bahn-Station Schottentor – sowie die Passagen bei der Bellaria- und der Babenbergerstraße. Die Passage bei der Albertina wurde schließlich 1964 eröffnet.
Die Babenberger Passage (seit 2003 eine „Club location“) und die Albertinapassage (seit 2011 ein Dinner- und Jazzclub) konnten sich mangels U-Bahnanbindung längerfristig nicht halten und wurden durch Fußgängerübergänge auf Straßenniveau (Zebrastreifen) ersetzt. Die an die U-Bahn-Linien U1, U2 und U4 angeschlossene Opernpassage ist dagegen aufgrund der starken Passantenfrequenz ein nach wie vor funktionierendes Verkehrsbauwerk und weist auch kommerzielles Leben auf.
Dass die Opernpassage für die Verantwortlichen der Stadt Wien ein hochrangiges städtebauliches Vorzeigeobjekt war, zeigt sich auch an den zahlreichen hochrangigen Gästen, die sie besichtigten.
- Am 13. Jänner 1956 besichtigte der Stadtrat für das Bauwesen in München Professor Doktor Högg gemeinsam mit drei Mitarbeitern zahlreiche Verkehrsbauten. Ihr Interesse galt vor allem verschiedenen Kreuzungsbauwerken.[7]
- Am 31. Juli 1957 besuchte der Magistratsdirektor von Adelaide (Australien) während einer Weltreise auch Wien. Hier habe ihn die Opernpassage besonders fasziniert und dass er diese auch gerne in Australien sehen würde.[8]
- Am 18. Juni 1959 besichtigte Gulzarilal Nanda, Minister für Planungswesen und öffentliche Bauten in Indien anlässlich eines Studienbesuchs unter anderem auch die Opernpassage.[9]
- Am 2. September 1964 besuchte eine rund 30 Personen umfassende Delegation von Kommunalpolitikern aus Basel Wien, um hier eine Reihe von Verkehrsbauwerken zu besichtigen.[10]
- Am 30. Juli 1965 besuchte der Oberbürgermeister von Mainz, Jockel Fuchs, mit dem Baustadtrat, dem Baudirektor und weiteren Mitgliedern Wien, um die neu erbauten Kreuzungsbauwerke zu besichtigen.[11]

Die Verlängerungen Richtung Karlsplatz und Secession wurden 1968–1978 unter der Leitung von Kurt Schlauss erbaut.

## Die Passage

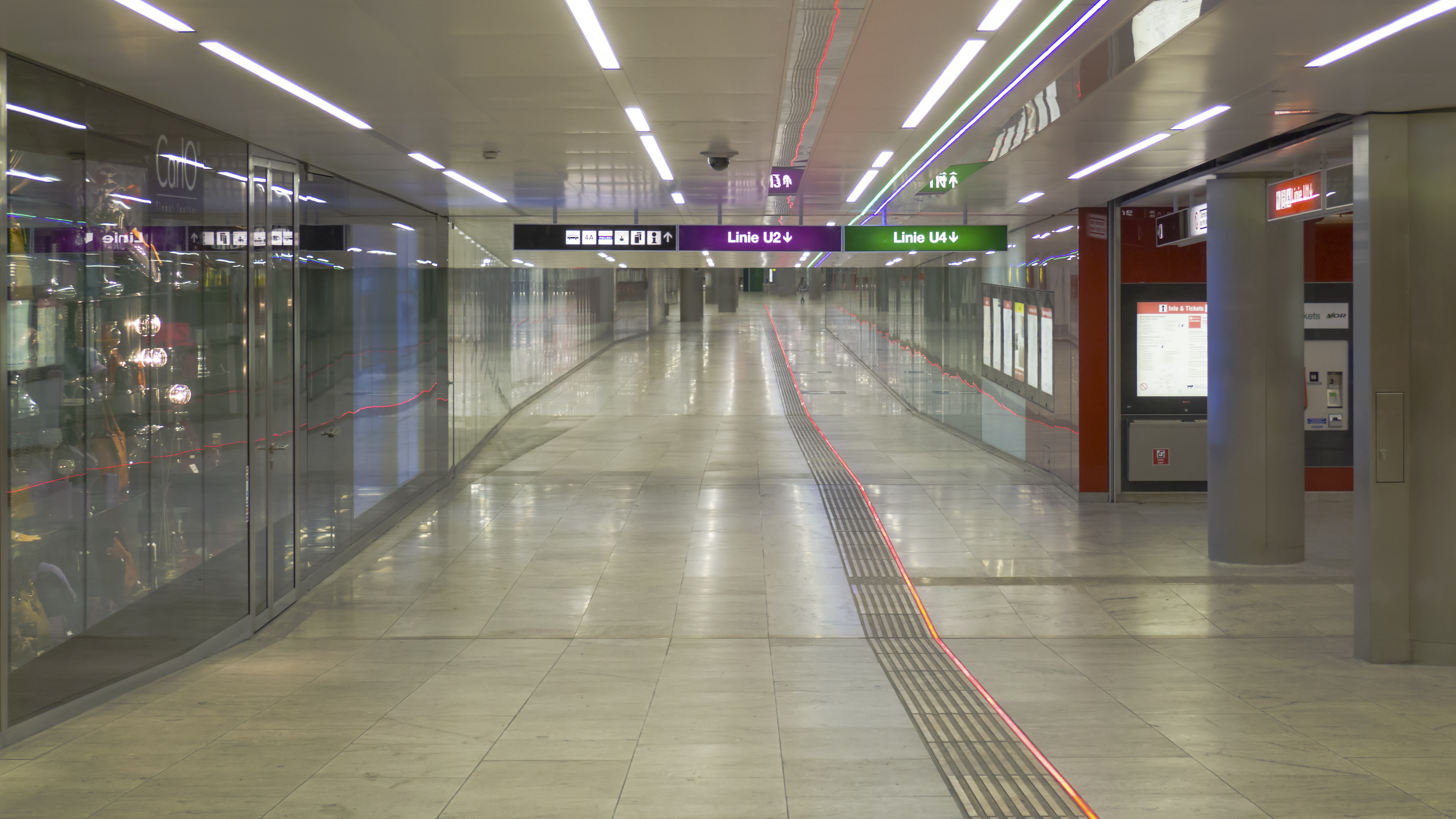
Kärntnertorpassage

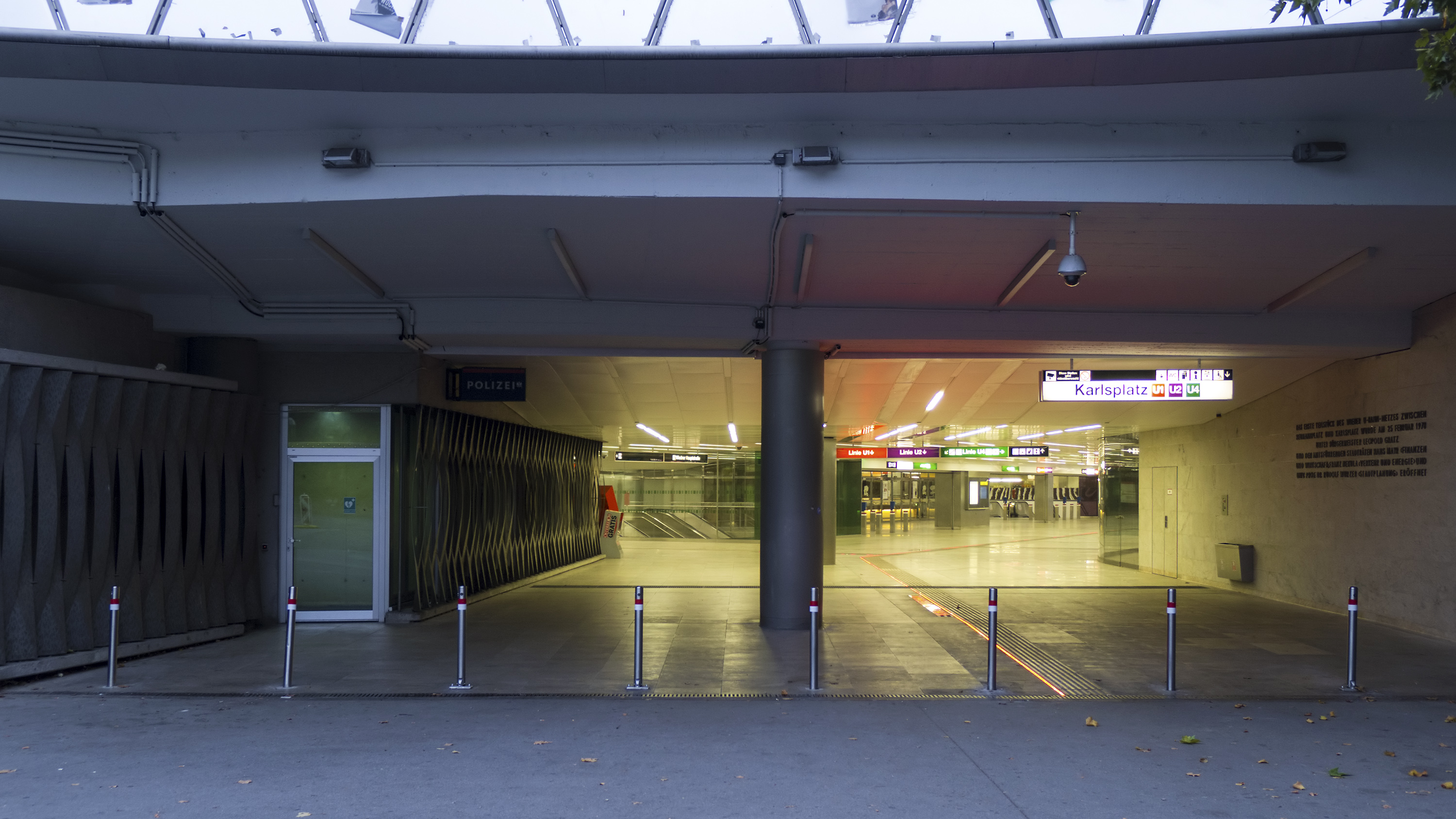
Der südliche Ausgang der Kärntnertorpassage

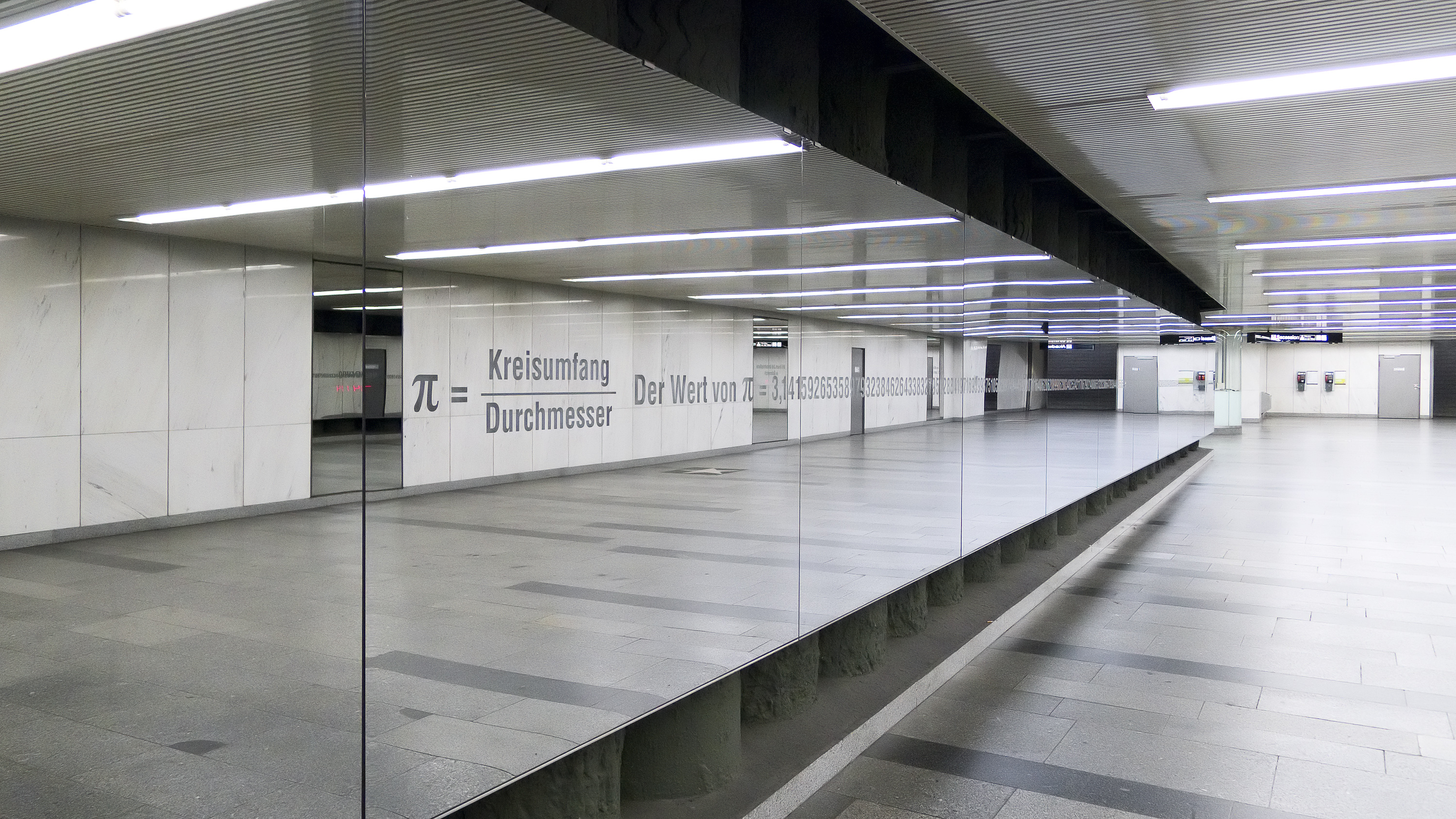
Medieninstallation Pi in der Westpassage

Die ovale Opernpassage liegt unterhalb der Kreuzung Ringstraße / Kärntner Straße. Seit 1978 wurde an die Opernpassage in Richtung Süden die 215 Meter lange und ursprünglich 5 Meter breite Kärntnertorpassage angebaut. Sie überquert den unterirdischen Wienfluss und führt am westlichen Rand des Resselparks ins Freie. Von der Passage zweigt die 200 Meter lange Westpassage ab, die unter der Friedrichstraße zur Secession führt; weitere kurze Passagen führen zu Ausgängen. Östlich des Komplexes befindet sich die Passage Karlsplatz (Karlsplatzpassage), die unter den beiden Otto-Wagner-Pavillons liegt. Sie führt vom Resselpark im Süden, über die Tunnel der U2, U4 und des Wienflusses hinweg im Norden zum Beginn der Akademiestraße beim Künstlerhaus, wo sich eine kleine Arena befand. Die Passage ist mit der Kärntnertorpassage nur indirekt – durch die Bahnsteige der U2 und U4 – verbunden.
Den U-Bahn-Knoten Opernpassage frequentieren heute täglich rund 200.000 bis 300.000 Passanten.
Die Polizeiinspektion in der Passage wurde zuletzt 2006 vergrößert, hier versehen rund 36 Polizeibeamte ihren Dienst.
In mehreren der Passagen sowie im Verteilergeschoß der U-Bahn befinden sich insgesamt vier Werke der U-Bahn-Kunst, die von 2003 bis 2013 installiert worden waren.
Ab dem 7. Juni 2010 wurde der gesamte Komplex Opernpassage umgebaut. Die denkmalgeschützte Opernpassage – der älteste Teil unterhalb der Opernringkreuzung – wurde generalsaniert und in den Stil der 1950er Jahre zurückversetzt. Die Säulen waren ursprünglich mit Linoleum verkleidet; da dies heute dem Brandschutz widerspricht wurden sie mittels Glas und Fotofolie nachgebildet. Die Kärntnertorpassage wurde von fünf auf acht Meter verbreitert, die bestehende Ladenzeile wurde geräumt und durch eine Kunstinstallation ersetzt. Durch ein neues Lichtkonzept und andere bauliche Maßnahmen wurde das subjektive Sicherheitsgefühl erhöht. Von März bis August 2012 war die Kärntnertorpassage gesperrt, 2013 waren alle Arbeiten abgeschlossen; die Kosten betrugen rund 21 Millionen Euro.
Ab dem Jahr 2000 war ein Abgang nur als Opernpassag ohne dem letzten e beschriftet. Laut MA 28 handelt es sich dabei um eine bewusste Falschschreibung, die mit künstlerischer Freiheit begründet wurde. Da es laufend Beschwerden oder zumindest Anfragen gab, wurde die Beschriftung im Jahr 2013 wieder in eine korrekte Form gebracht.

## Toilette
Die von der Stadt Wien errichteten öffentlichen Toiletten werden von der MA 48 – Fuhrpark und Stadtreinigung betreut. Eine einzige derartige Anlage – jene in der Opernpassage beim Aufgang zur Staatsoper – wurde an einen privaten Betreiber verkauft, der sie umgestaltete und im Jahr 2000 eröffnete. Sie wurde als „Opera Toilet“ betrieben und mit dem Donauwalzer beschallt.
Die vier Pissoire in dieser „Opera Toilet“-WC-Anlage sorgten im Oktober 2006 in den Medien für großen Wirbel. Es gab wie Frauenmünder gestaltete Urinale, die letztendlich abmontiert, ersetzt und versteigert wurden.
2018 kündigte die Stadt Wien den Pachtvertrag mit dem Betreiber. Das Walzer-WC wurde am 1. Jänner 2019 abgebaut, und mit 3. Jänner 2019 wurden die Räumlichkeiten an die Stadt Wien übergeben.